# Sälischulhaus (Olten)

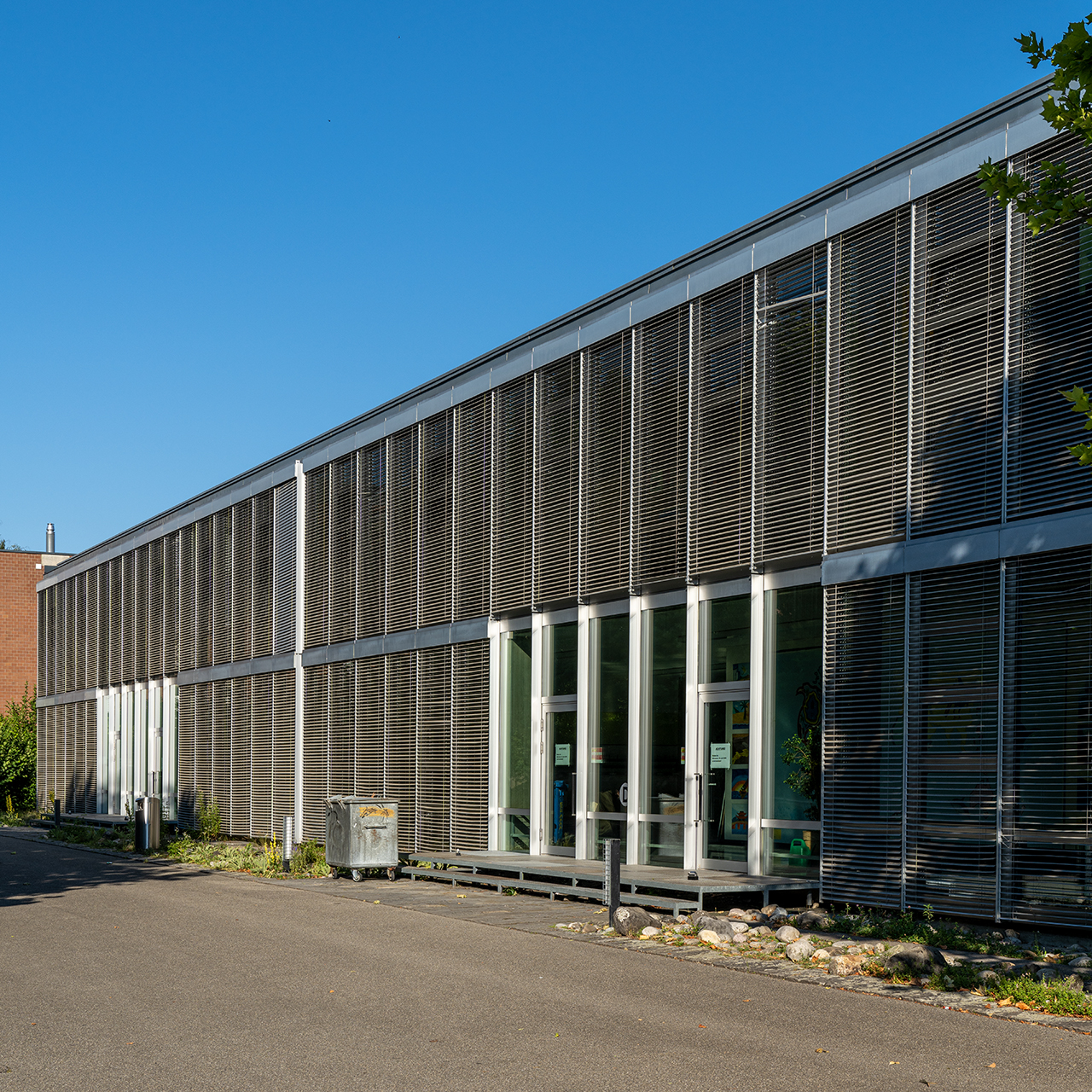
Sälischulhaus

Das Sälischulhaus in Olten ist ein bedeutender architektonischer Zeuge der Nachkriegsmoderne und steht unter kantonalem Denkmalschutz.
Das Schulhaus entstand für das seit der Mitte des 20. Jahrhunderts rasch wachsende Wohnquartier auf der Ostseite der Stadtsiedlung von Olten. Das grosse Bifangschulhaus von 1910 genügte für die Schulkinder in den zahlreichen neuen Wohnsiedlungen in diesem Stadtteil nicht mehr. Deshalb errichtete die Stadt Olten am Hang oberhalb der Friedenskirche von 1964 bis 1968 eine grosszügige Schulanlage. Der Bau folgt dem Konzept der Architekten Hans Zaugg und Alfons Barth und zählt zu den herausragenden Werken der sogenannten Solothurner Schule, zu der diese beiden gehörten.
Die Anlage besteht aus drei in einem weiten Areal realisierten Baukörpern, dem Trakt für die Primarschule, dem Gebäude für die Sekundarschule und dem Bau für die Turnhalle und das Hallenbad. Das Gebäude ist auf einem Betonskelett in Stahl und Glas ausgeführt.
Das Schulhaus wurde um 2010 saniert und vom Kanton Solothurn und der Stadt Olten unter Schutz gestellt.
Als Kunst am Bau liess die Stadt Olten nach Wettbewerb auf dem Schulhausplatz eine dreiteilige Granitskulptur des Aargauer Bildhauers Paul Agustoni aufstellen.